# Komenda Rejonu Uzupełnień Bydgoszcz Miasto

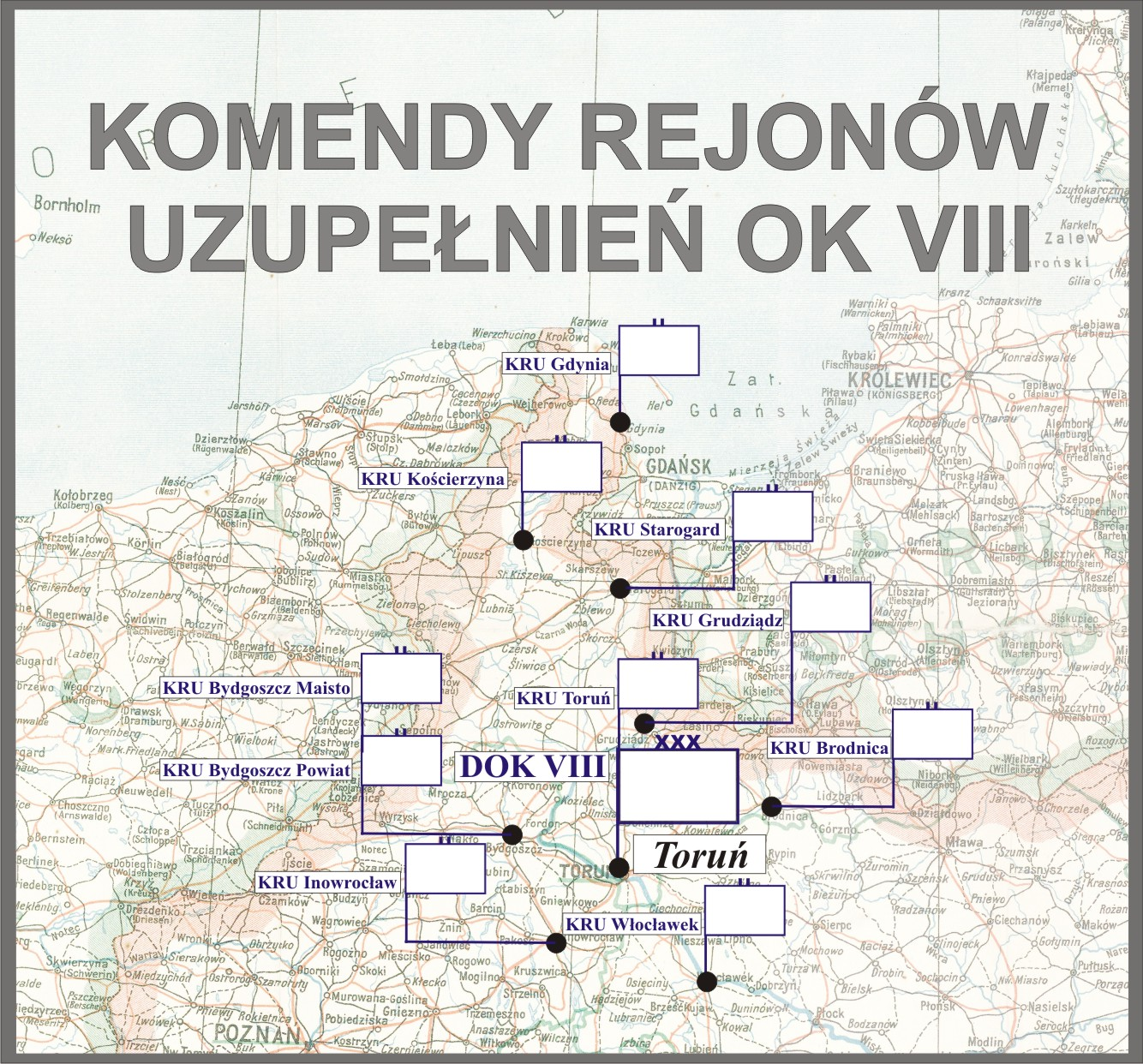
Komendy rejonów uzupełnień OK VIII

Komenda Rejonu Uzupełnień Bydgoszcz Miasto (KRU Bydgoszcz Miasto) – organ wojskowy właściwy w sprawach uzupełnień Sił Zbrojnych II Rzeczypospolitej i administracji rezerw w powierzonym mu rejonie.

## Historia komendy
Jesienią 1930 roku na obszarze Okręgu Korpusu Nr VIII została utworzona Powiatowa Komenda Uzupełnień Bydgoszcz Miasto, która administrowała miastem Bydgoszcz. Jednocześnie dotychczasowa PKU Bydgoszcz została przemianowana na PKU Bydgoszcz Powiat. Nowo powstała PKU Bydgoszcz Miasto została zaliczona do IV typu składu osobowego PKU.
PKU Bydgoszcz Miasto razem z PKU Bydgoszcz Powiat miała swoją siedzibę przy ul. Gen. Bema 17.
PKU Bydgoszcz Miasto funkcjonowała na podstawie ustawy z dnia 23 maja 1924 roku o powszechnym obowiązku służby wojskowej oraz rozporządzeń wykonawczych do tejże ustawy, a także „Tymczasowej instrukcji służbowej dla PKU”, wprowadzonej do użytku rozkazem MSWojsk. Dep. Piech. L. 100/26 Pob.
Zadania i organizacja PKU określone zostały w wydanej 27 maja 1925 roku instrukcji organizacyjnej służby poborowej na stopie pokojowej. W skład PKU Bydgoszcz Miasto wchodziły dwa referaty: I) referat administracji rezerw i II) referat poborowy.
31 lipca 1931 roku gen. dyw. Kazimierz Fabrycy, w zastępstwie ministra spraw wojskowych, rozkazem B. Og. Org. 4031 Org. wprowadził zmiany w organizacji służby poborowej na stopie pokojowej. Zmiany te polegały między innymi na zamianie stanowisk oficerów administracji w PKU na stanowiska oficerów broni (piechoty) oraz zmniejszeniu składu osobowego PKU typ I–IV o jednego oficera i zwiększeniu o jednego urzędnika II kategorii. Liczba szeregowych zawodowych i niezawodowych oraz urzędników III kategorii i niższych funkcjonariuszy pozostała bez zmian.
1 lipca 1938 roku weszła w życie nowa organizacja służby uzupełnień, zgodnie z którą dotychczasowa PKU Bydgoszcz Miasto została przemianowana na Komendę Rejonu Uzupełnień Bydgoszcz Miasto przy czym nazwa ta zaczęła obowiązywać 1 września 1938 roku, z chwilą wejścia w życie ustawy z dnia 9 kwietnia 1938 roku o powszechnym obowiązku wojskowym. Obok wspomnianej ustawy i rozporządzeń wykonawczych do niej, działalność KRU Bydgoszcz Miasto normowały przepisy służbowe MSWojsk. D.D.O. L. 500/Org. Tjn. Organizacja służby uzupełnień na stopie pokojowej z 13 czerwca 1938 roku. Zgodnie z tymi przepisami komenda rejonu uzupełnień była organem wykonawczym służby uzupełnień .
Komendant rejonu uzupełnień w sprawach dotyczących uzupełnień Sił Zbrojnych i administracji rezerw podlegał bezpośrednio dowódcy Okręgu Korpusu Nr VIII, który był okręgowym organem kierowniczym służby uzupełnień. Rejon uzupełnień nie uległ zmianie i nadal obejmował miasto Bydgoszcz.
Komenda prowadziła ewidencję wszystkich oficerów z obszaru miasta Bydgoszczy oraz powiatów: bydgoskiego, wyrzyskiego, szubińskiego, chodzieskiego i sępoleńskiego.
KRU Bydgoszcz Miasto była jednostką mobilizującą. Zgodnie z planem mobilizacyjnym „W” komendant RU był odpowiedzialny za przygotowanie i przeprowadzenie mobilizacji części baonu wartowniczego nr 82 (dowództwo, 1. i 2. kompania oraz pluton karabinów maszynowych). Pozostałe dwie kompanie baonu (3. i 4.) mobilizowała KRU Inowrocław. Pod względem mobilizacji materiałowej KRU Bydgoszcz Miasto przydzielona była do 62 pp. Cały batalion mobilizował się w alarmie, w grupie jednostek oznaczonych kolorem niebieskim. Batalion pod względem ewidencyjnym należał do Ośrodka Zapasowego 15 Dywizji Piechoty. Dowódcą zmobilizowanego baonu był mjr piech. rez. Jan Sławiński.

## Obsada personalna
Poniżej przedstawiono wykaz oficerów zajmujących stanowisko komendanta Powiatowej Komendy Uzupełnień i komendanta rejonu uzupełnień oraz wykaz osób funkcyjnych pełniących służbę w PKU i KRU Bydgoszcz Miasto, z uwzględnieniem najważniejszej zmiany organizacyjnej przeprowadzonej w 1938 roku (dotychczasowy referat I administracji rezerw został przemianowany na referat I ewidencji, a referat II poborowy na referat II uzupełnień).
| Nazwa stanowiska      | stopień imię i nazwisko                                     | okres pełnienia funkcji | Kolejne stanowisko (dalsze losy) |
| --------------------- | ----------------------------------------------------------- | ----------------------- | -------------------------------- |
| Komendant             | mjr piech. Ryszard Korzański                                | IX 1930 – III 1934      | dyspozycja dowódcy OK VIII       |
| Komendant             | mjr żand. Alfred Skaza                                      | IIV 1934 – VII 1935     | dyspozycja dowódcy OK VIII       |
| Komendant             | mjr piech. Emilian Piasecki                                 | VIII 1935 – 1939        |                                  |
| kierownik I referatu  | kpt. piech. / kpt. adm. (piech.) Mieczysław Chudziński      | IX 1930 – 1939          |                                  |
| kierownik II referatu | por. piech. / kpt. adm. (piech.) Franciszek Nałęcz-Jeleński | IX 1930 – 1939          | †1940 Katyń                      |